# Station Oud Valkenburg
Station Oud Valkenburg is een voormalig spoorwegstation aan de spoorlijn Aken - Maastricht. Het station werd geopend op 23 oktober 1853 en het werd gesloten op 1 juni 1923.
Het station lag in een bos in de buurt van kasteel Schaloen in Oud-Valkenburg. Op de plaats waar het station gelegen heeft staat nog een oude spoorbrug.